# Thygater chaetaspis
Thygater chaetaspis är en biart som beskrevs av Jesus Santiago Moure 1941. Thygater chaetaspis ingår i släktet Thygater och familjen långtungebin. Inga underarter finns listade i Catalogue of Life.